# Длоуха Лоучка (Свитави)
Длоуха Лоучка (чеш. Dlouhá Loučka) је насељено мјесто са административним статусом сеоске општине (чеш. obec) у округу Свитави, у Пардубичком крају, Чешка Република.

## Становништво
Према подацима о броју становника из 2014. године насеље је имало 525 становника.